# Parafia Bożego Ciała w Jankowicach Rybnickich
Parafia Bożego Ciała w Jankowicach Rybnickich – parafia rzymskokatolicka w Jankowicach Rybnickich, w dekanacie boguszowickim archidiecezji katowickiej.
Budynek obecnego, zabytkowego, drewnianego kościoła parafialnego zbudowany został około 1670 roku.
Jankowice i jankowicki kościółek były filią rybnickiej parafii pw. Matki Bożej Bolesnej. W drugiej połowie XIX w. mieszkańcy Jankowic oraz pobliskiego Radziejowa i Chwałowic domagali się częstszych nabożeństw odprawianych w jankowickim kościele. Mimo wieloletnich starań, parafia w Jankowicach z filią w Radziejowie powstała dopiero 25 stycznia 1897 r. Jej pierwszym administratorem został ks. Edward Bolik.
W Jankowicach istnieje od końca XVIII wieku Bractwo Najświętszego Sakramentu. Założone zostało bullą papieża Klemensa X z 7 stycznia 1675 r. 
Jankowicki kościół wraz ze Studzienką od 14 września 2002 r. został oficjalnie uznany za sanktuarium Bożego Ciała.